# 製絨所前駅
製絨所前駅（せいじゅうしょまええき）は、三重県四日市市にあった、近畿日本鉄道（近鉄）湯の山線の鉄道駅（廃駅）である。

## 歴史

### 年表
- 1936年（昭和11年）12月26日：中川原 - 伊勢松本間に三重鉄道の駅として開業。
- 1944年（昭和19年）2月11日：会社合併により三重交通の駅となる。
- 1952年（昭和27年）以前：休止。
- 1964年（昭和39年）2月1日：三重交通が鉄道事業を三重電気鉄道に分離譲渡、三重電気鉄道の駅となる。
- 1965年（昭和40年）4月1日：会社合併により近畿日本鉄道の駅となる。
- 1969年（昭和44年）5月15日：休止中の堀木駅、小生駅、神森駅、宿野駅と共に廃止。

### 駅名の由来
- 三重製絨所（現・東洋紡三重工場）の近くにあったことから。

## 利用状況
主として通学・通勤用に利用された。

## 隣の駅
近畿日本鉄道
■湯の山線
中川原駅 - 製絨所前駅 - 伊勢松本駅